# Joseph Mpande
Joseph Mpande (* 23. März 1994 in Kampala) ist ein ugandischer Fußballspieler.

## Karriere

### Verein
Joseph Mpande erlernte das Fußballspielen in der Jugendmannschaft des Villa SC in Kampala. Von Juli 2009 bis Juni 2010 stand er beim SCV Kampala unter Vertrag. Wo er von Juli 2010 bis Juni 2011 gespielt hat, ist unbekannt. 2011 nahm ihn der Bunamwaya FC unter Vertrag. Im August 2012 wurde der Verein in Vipers SC umbenannt. Hier stand er bis Ende 2015 unter Vertrag. 2016 wechselte er nach Asien. Hier unterschrieb er in Myanmar einen Vertrag beim City Yangon FC. Der Verein spielte in der ersten Liga, der Myanmar National League. Am Ende der Saison musste er mit dem Verein den Weg in die Zweitklassigkeit antreten. Für City spielte er noch ein Jahr in der zweiten Liga, der MNL-2. Mit dem Klub wurde er Ende 2017 Meister der zweiten Liga. In der Saison 2017 schoss er 30 Tore und wurde Torschützenkönig der zweiten Liga. Aus finanziellen Gründen wurde der Verein nach der Meisterschaft aufgelöst. 2018 nahm ihn der Erstligist Hanthawaddy United aus Taungoo unter Vertrag. Für Hanthawaddy absolvierte er zwanzig Erstligaspiele und schoss dabei 18 Tore und wurde damit Torschützenkönig der Myanmar National League. Nach nur einer Saison ging er 2019 nach Vietnam, wo er sich dem Erstligisten Hải Phòng FC anschloss. Der Verein aus Hải Phòng spielte in der ersten Liga, der V.League 1. Hier bestritt er 108 Ligaspiele, wobei er 34 Treffer erzielte. Mitte August 2024 wechselte er zum Ligakonkurrenten Nam Dinh FC. Ende August 2024 gewann er mit seinem neuen Verein den vietnamesischen Supercup. Das Spiel gegen den FC Thanh Hóa wurde mit 3:0 gewonnen.

### Nationalmannschaft
Joseph Mpande spielte seit 2013 dreizeihnmal für die Nationalmannschaft von Uganda. 

## Erfolge
City Yangon FC
- Myanmarischer Zweitligameister: 2017

Nam Dinh FC
- Vietnamesischer Supercup-Sieger: 2024

## Auszeichnungen
- MNL-2: Torschützenkönig 2017 (30 Tore/City Yangon FC)
- Myanmar National League: Torschützenkönig 2018 (18 Tore/Hanthawaddy United)